# Thomas Hardeman

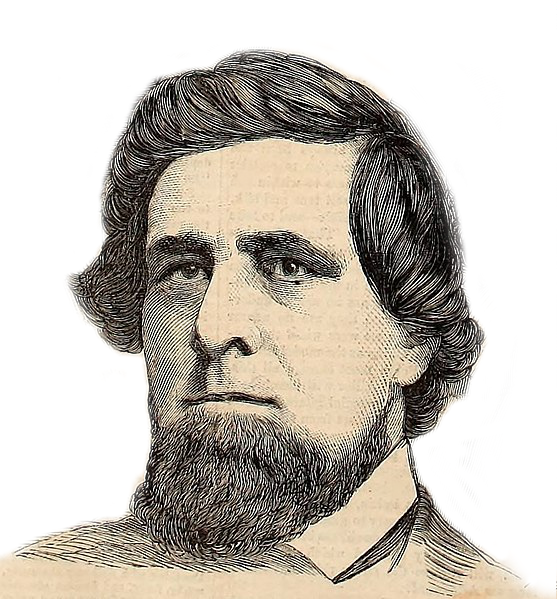
Thomas Hardeman, um 1860

Thomas Hardeman Jr. (* 12. Januar 1825 in Eatonton, Georgia; † 6. März 1891 in Macon, Georgia) war ein US-amerikanischer Politiker. Zwischen 1859 und 1861 sowie nochmals von 1883 bis 1885 vertrat er den Bundesstaat Georgia im US-Repräsentantenhaus.

## Werdegang
Thomas Hardeman besuchte bis 1845 das Emory College. Nach einem anschließenden Jurastudium und seiner 1847 erfolgten Zulassung als Rechtsanwalt war er nur ganz kurz in diesem Beruf tätig. Er arbeitete stattdessen im Kommissionshandel. Gleichzeitig begann er eine politische Laufbahn. In den Jahren 1853, 1855 und 1857 saß er als Abgeordneter im Repräsentantenhaus von Georgia. Damals wurde er Mitglied der kurzlebigen Opposition Party.
Bei den Kongresswahlen des Jahres 1858 wurde Hardeman als deren Kandidat im dritten Wahlbezirk von Georgia in das US-Repräsentantenhaus in Washington, D.C. gewählt, wo er am 4. März 1859 die Nachfolge von Robert Pleasant Trippe antrat. Die nun folgende Legislaturperiode im Kongress war von den Diskussionen im unmittelbaren Vorfeld des Bürgerkrieges bestimmt. Noch vor dem regulären Ende dieser Amtszeit am 3. März 1861 legte Hardeman sein Mandat am 23. Januar 1861 nieder, weil der Staat Georgia den Austritt aus der Union beschlossen hatte.
Während des folgenden Bürgerkrieges diente Hardeman in verschiedenen Funktionen im Heer der Konföderation. Bis Kriegsende stieg er bis zum Oberst auf. Trotzdem war er auch während des Krieges politisch aktiv. In den Jahren 1863 und 1864 war er erneut Abgeordneter und zusätzlich noch Speaker im Repräsentantenhaus von Georgia. Die gleiche Funktion übte er im Jahr 1874 noch einmal aus. Inzwischen hatte sich Hardeman der Demokratischen Partei angeschlossen. 1872 war er Delegierter zur Democratic National Convention in Baltimore und Präsident des regionalen Parteitages in Georgia. Außerdem war er vier Jahre lang Parteivorsitzender in seinem Heimatstaat.
Bei den Kongresswahlen von 1882 wurde Hardeman im damals neugeschaffenen zehnten Distrikt von Georgia erneut in den Kongress gewählt. Dort absolvierte er zwischen dem 4. März 1883 und dem 3. März 1885 eine weitere Legislaturperiode, während der er Vorsitzender des Ausschusses zur Kontrolle der Ausgaben des Außenministeriums war. Nach seinem endgültigen Ausscheiden aus dem US-Repräsentantenhaus zog sich Thomas Hardeman aus der Politik zurück. Er starb am 6. März 1891 in Macon.